# Postmen
Postmen — українська комунікаційна агенція. Спеціалізується на стратегії, брендингу та рекламі.
Агенція має дизайн і продакшн-студії, крафт-майстерню, реалізує освітні програми. У 2021 році очолила Національний рейтинг креативності та майстерності серед комунікаційних агенцій України та посіла 3-е місце у Національному рейтингу з ефективності. За сукупністю показників креативності та ефективності Postmen було визнано кращою комунікаційною агенцією України.
У 2020 році агенція опинилася в центрі скандалу після того, як компанія Meta пов’язала її з мережею підробних сторінок й облікових записів, що вели у мережах Facebook та Instagram платну політичну кампанію на суму близько 2 млн. доларів в інтересах Петра Порошенка, вводячи читачів в оману. За це близько сотні пов'язаних сторінок й облікових записів було вилучено. 

## Історія

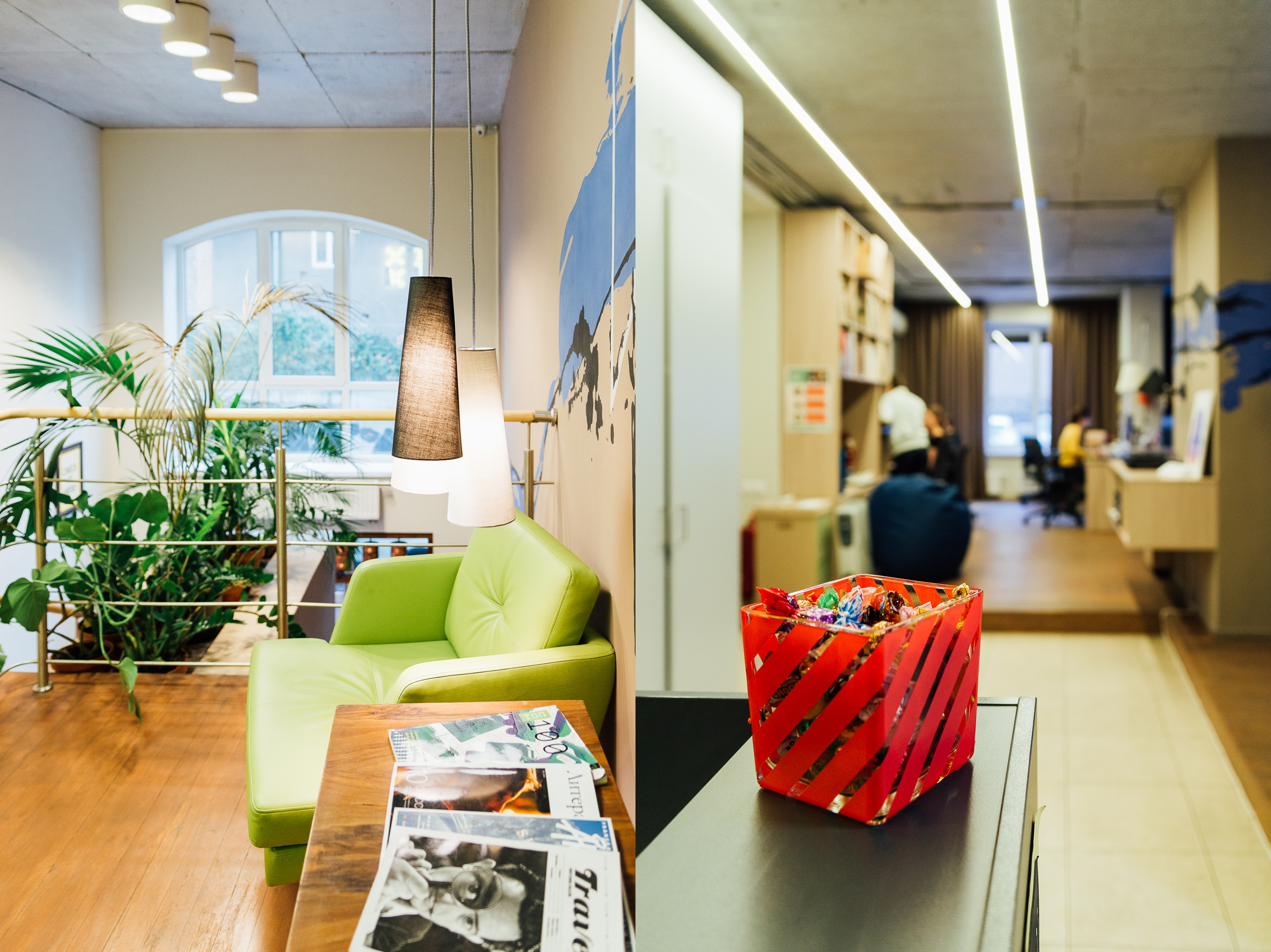
Офіс компанії

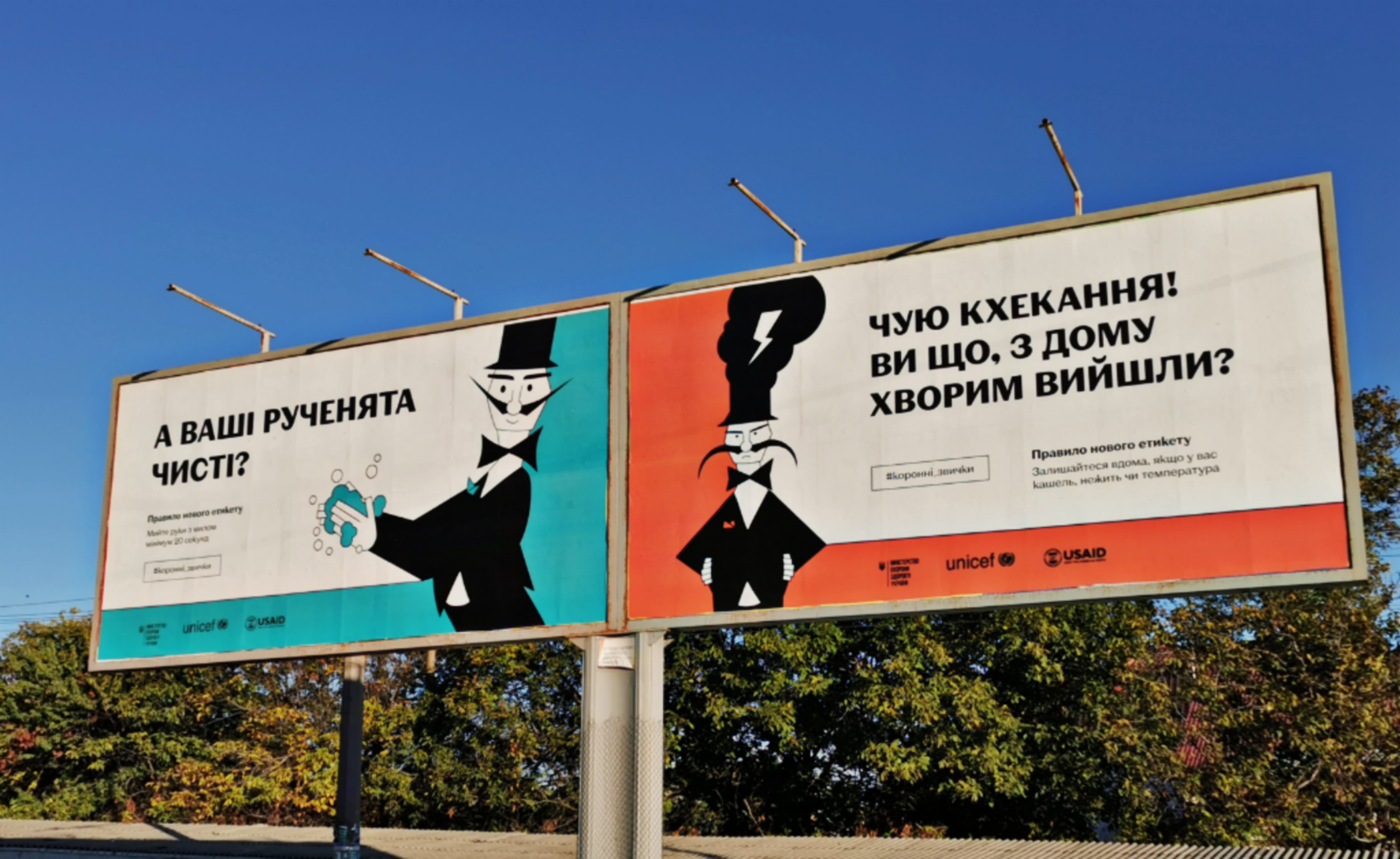
Реклама «Нові правила етикету» в Одесі, 2020

- 2013 — заснування агенції. Основним напрямком діяльності було обрано цифрові рішення для готелів, ресторанів та FMCG-брендів, зокрема гірськолижного курорту Буковель[7].
- 2014 — агенція посіла шосте місце в рейтингу ефективності серед цифрових агентств в Україні[8], продовжуючи працювати в спортивному маркетингу, брендуванні та супроводі туристичних і курортних об'єктів[9].
- 2015 — Postmen розпочала реалізацію оновленої SMM-стратегії «Нової пошти», зокрема, запустила перший в Україні анімаційний Instagram-серіал[10] та долучилася до організації Nova Poshta Kyiv Half Marathon — Київського півмарафону[11]. Також працювала з австрійським гірськолижним курортом Земмерінг[12], стала партнером Восьмого Українського форуму маркетинг-директорів[13] та організатором серії змагань з тріатлону, плавання, велоспорту та гірського бігу "Bukovel Sport Weekends"[14].
- 2016 — агенція запустила на Prometheus навчальний курс з цифрового маркетингу[15] та взяла участь в освітньому проєкті «Укрпошти»[16] щодо стимулювання експорту. Також долучилася до низки інших соціальних проєктів, серед них, зокрема, представлення Києва в міжнародному туристичному онлайн-довіднику «On the Grid»[17], опіки над безпритульними тваринами в рамках проєкту БФ «Happy Paw»[18], організації і підтримки конкурсу кращих українських проєктів у галузі електронної комерції Ukrainian E-commerce Awards 2016[19]. За підсумками року Postmen увійшла до 10 найкращих цифрових агенцій України за вибором рекламодавців[20].
- 2017 — компанія здобула низку галузевих нагород та стала найефективнішою цифровою агенцією України[21].
- 2018 — агенція увійшла до трійки найкращих рекламних агентств України[22].
- 2019 — серед проєктів Postmen: оновлення айдентики Кримської інформаційної агенції QHA[23], створення бренду та айдентики мережі донорських центрів «Червона Лінія»[24], розробка інформаційної кампанії «Розірви коло насильства» на тему насильства щодо жінок та дівчат в Україні[25], розробка та запуск інформаційно-рекламної кампанії з популяризації українського мистецтва «Мистецтво хоче знайомитись»[26].

- 2020 — серед реалізованих проєктів: айдентика та запуск краудфандингової платформи «Зерна правди» на підтримку будівництва Національного музею Голодомору-геноциду[27][28], регіональна кампанія проти гендерних стереотипів щодо розподілу домашніх обов'язків та догляду за дітьми «Look Beyond» («Дивися ширше») для ООН-Жінки та UNFPA[29][30], соціальна кампанія #ПідтримуюЛікарів на знак підтримки та солідарності з українськими медиками у боротьбі з COVID-19[31], комунікаційна кампанія протидії COVID-19 «Нові правила етикету» з використанням персонажа Пан Хоба[32][33]. За сукупністю нагород агенція перемогла у номінації «Найкраща агенція Київського Міжнародного Фестивалю Реклами 2020»[34]. У Національному рейтингу креативності та комунікаційності компанія посіла друге місце[35]. Проєкт «Мистецтво хоче знайомитись» (#Date_With_Art) отримав Гран-прі Міжнародного фестивалю маркетингових та PR-комунікацій WOW DONE AWARDS 2020[36], а також бронзу міжнародного фестивалю Epica Awards 2020 (Париж)[37][38]. Цього року за версією TopFICE Postmen став четвертою агенцією з України, яка ввійшла до Top-100-Europe[39].
- 2021 — до відзначення 150-річчя з дня народження української письменниці Лесі Українки агенція Postmen разом із Міністерством культури та інформаційної політики та Державним агентством України з питань мистецтв та мистецької освіти створили мистецький проєкт «Леся Українка: 150 імен» та айдентику, що стала його основою і була покликана нестереотипно розкрити постать діячки, привернути до її творчості увагу молоді[40]. Цього ж року агенція розробила креативну концепцію та долучилася до втілення культурного проєкту, присвяченого 30-й річниці незалежності України — виставки-досвіду «Zемля: неймовірна Україна» на території Національного експоцентру України в Києві[41].
- 2022 — агенція розробила концепцію та взяла участь у реалізації проєкту «Petsession» для тварин із притулків[42]. З нагоди 300-річчя від дня народження Григорія Сковороди Postmen, у партнерстві з літературним критиком Євгенієм Стасіневичем, розробила айдентику національного проєкту «Світ Сковороди» та взяла участь у підготовці його центрального заходу — виставки та низки заходів, що її супроводжували, в Українському домі в грудні 2022[43][44].

## Команда

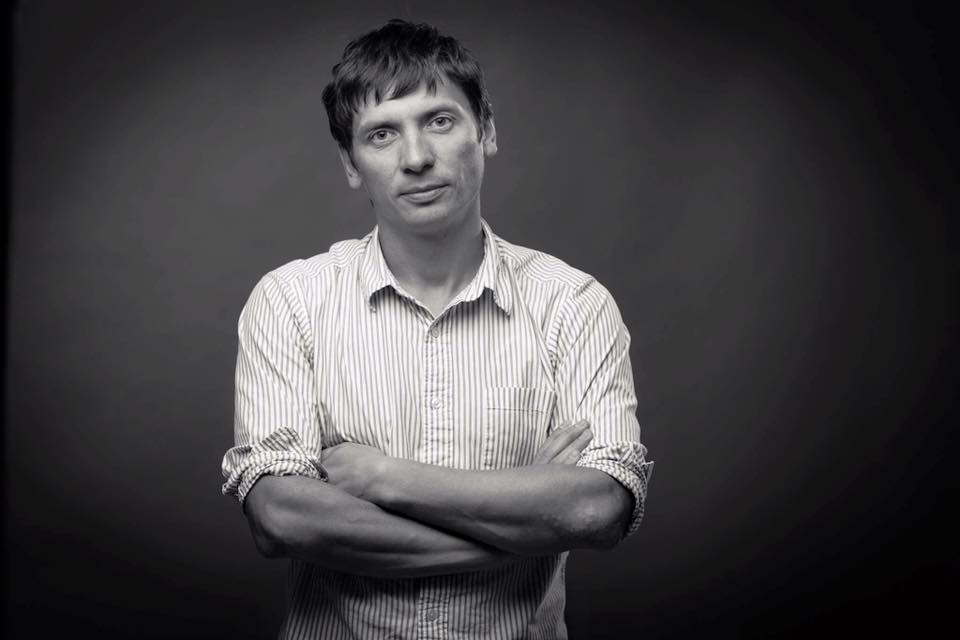
Ярослав Ведмідь, засновник компанії

Засновником, головним стратегом та керівником агенції був Ярослав Ведмідь. Після його раптової смерті 2024 року, компанію очолила дружина — Олена Ведмідь.
Команда агенції об'єднує понад 70 фахівців різних напрямків і спеціалізацій. Серед інших тут працювали Катерина Бабкіна, Марк Лівін.

## Політичне оббріхування у соціальних мережах
У липні 2020 року компанія Meta повідомила про видалення мережі з 65 облікових записів у Facebook, 32 сторінок і 8 облікових записів в Instagram, пов’язаної з Postmen. Засновник агенції Ярослав Ведмідь підтвердив, що його особистий обліковий запис також був видалений, але відмовився від подальших коментарів, заявивши, що компанія «прокомунікує цю ситуацію в інший спосіб».
Ця мережа активно діяла під час президентських і парламентських виборів 2019 року, поширюючи політичну агітацію, сатиру та меми. Зміст кампанії переважно відповідав інтересам Петра Порошенка — тодішнього президента України та лідера партії «Європейська солідарність». Його політичні конкуренти, насамперед Володимир Зеленський і Юлія Тимошенко, постійно ставали предметом критики, образливих зображень і маніпулятивних повідомлень. Загалом мережа охоплювала приблизно 480 000 підписників у Facebook і близько 2 500 — в Instagram. На розміщення платної реклами було витрачено приблизно 1,91 мільйона доларів США.
Представники Meta наголосили, що рішення про видалення сторінок ухвалювали не на підставі змісту публікацій, а через методи їхнього поширення. Зокрема, було виявлено використання вигаданих особистостей, підставних облікових записів, узгодження дій між сторінками без розкриття зв’язків і введення користувачів в оману щодо джерел інформації.
Деякі з найпомітніших сторінок цієї мережі:
- «Бойкот Партії регіонів» — мала близько 127 000 підписників до моменту її видалення;
- «The Lame Ministry» — створена 21 травня 2020 року, публікувала дописи з критикою уряду та українських засобів масової інформації.